# Gruaja Shqiptare
Gruaja Shqiptare (în română Femeile albaneze) a fost o organizație de femei din Albania, activă între 1928 și 1939. Era o organizație pentru drepturile femeilor susținută de stat, având sarcina de a promova politica guvernamentală în domeniul drepturilor femeilor.

## Istorie
Înainte de organizația națională Gruaja Shqiptare, existaseră mai multe organizații locale pentru drepturile femeilor cu același nume. Mișcarea albaneză pentru drepturile femeilor începuse în rândul câtorva intelectuale urbane sub conducerea lui Sevasti Qiriazi și Parashqevi Qiriazi, dar fusese întreruptă de Primul Război Mondial. Când Albania și-a câștigat independența după război, mișcarea femeilor a fost reluată. Shaqe Çoba din Shkodër a fondat o organizație locală de femei numită Gruaja Shqiptare în 1920, și mai multe organizații locale independente cu același nume au fost fondate în Korçë, Vlorë și Tirana. Deși aceste organizații aveau același nume, erau separate unele de altele și funcționau independent.
Când regele Zog I al Albaniei a preluat controlul asupra Albaniei, toate organizațiile politice au fost dizolvate, inclusiv organizațiile locale de femei Gruaja Shqiptare. În octombrie 1928, a fost fondată o organizație națională a femeilor pentru a încorpora toate organizațiile locale, și i s-a dat numele Gruaja Shqiptare, un nume care fusese deja popular printre organizațiile anterioare. Era o organizație națională, care a încorporat toate organizațiile desființate anterior, precum și fondarea de noi filiale. Deși organizația avea sarcina de a aplica pur și simplu politica regelui Zog I al Albaniei, această politică era de fapt un feminism de stat radical și progresist, deoarece Codul Civil din 1928 a asigurat femeilor dreptul la moștenire egală, divorț, educație și dreptul la muncă, precum și interzicerea căsătoriilor aranjate, a haremurilor și a vălului. A fost sub protecția reginei mamă Sadije Toptani, iar președinta sa a fost prințesa Senije Zogu.
Sarcina acestei organizații de femei de stat era de a sprijini politica oficială în domeniul drepturilor femeilor, mai degrabă decât de a acționa independent, și de a face campanie și de a aplica noile reforme în domeniul drepturilor femeilor prin filialele sale locale. Politica guvernamentală era însă radicală, deoarece Codul Civil din 1928 stipula că femeile aveau drepturi egale la moștenire și divorț, abolea căsătoriile aranjate și forțate și poligamia și acorda femeilor dreptul la educație și la o viață profesională. Mișcarea femeilor albaneze era susținută de femei educate din elita urbană, inspirate de feminismul de stat din Turcia sub Kemal Atatürk; regimul Zog era dispus să acorde femeilor toate drepturile, cu excepția drepturilor politice, cum ar fi dreptul de vot al femeilor, pe care îl considera inutil și inspirat de Europa de Vest. Printre numeroasele reforme care au fost aplicate de asociația femeilor prin filialele sale locale s-a numărat abolirea vălului, care trebuia impusă prin persuasiune și campanii, mai degrabă decât agresiv, iar surorile regelui au primit sarcina de a servi drept modele, apărând în public fără văl.
Sub conducerea prințesei Senije, organizația Gruaja Shqiptare a fondat filiale locale în 20 de orașe, a publicat propriul ziar și a susținut numeroase proiecte în sprijinul politicii regimului privind femeile, în special în ceea ce privește educația. În realitate, însă, activitatea nu a reușit să aibă prea mult succes în afara elitei cosmopolite a orașelor și, în practică, a beneficiat în mare parte clasa superioară. În Albania comunistă postbelică, a fost înlocuită de Uniunea Femeilor Albaneze.